# Bor-
Bor- ist ein Wortbestandteil in slawischen Personen- und Ortsnamen.
Er kann auch in Verbindungen mit dem chemischen Element Bor stehen (Borate, Borax).

## Personennamen

### Herkunft und Bedeutung
Bor- leitet sich wahrscheinlich vom persischen burah (بوره) ab.
Im 4. Jahrhundert wurde der iranische Stamm der Boraner nördlich des Schwarzen Meeres erwähnt, im 7. Jahrhundert die persische Herrscherin Boran.
Im 9. Jahrhundert wurde erstmals der Name Booris (Βόωρίς) bzw. Bogoris (Βόγορίς) für den bulgarischen Zaren Boris I. genannt.
Möglich ist auch eine Herleitung aus einer Turksprache (Bedeutung (kleiner) Wolf).
In den slawischen Sprachen wird er meist als von boriť kämpfen kommend interpretiert.

### Bor-
- Boris
- Borislaw, Borislav, Borislava.
- Bořivoj